# Selenidera spectabilis
Il tucanetto guancegialle (Selenidera spectabilis Cassin, 1858) è un uccello della famiglia Ramphastidae.

## Distribuzione e habitat
Questa specie è diffusa in America Centrale (Honduras, Nicaragua, Costa Rica e Panama) e nella parte nord-occidentale del Sud America (Ecuador e Colombia).